# Madonna allattante (Montevergine)
La Madonna allattante, detto anche Madonna del Latte o Madonna di San Guglielmo, è un dipinto a tempera su tavola, custodito al Museo abbaziale del santuario di Montevergine.

## Storia e descrizione
Secondo la tradizione l'opera venne realizzata da Gualtiero, un'artista il quale, a seguito della caduta da una impalcatura che gli aveva procurato la frattura del braccio, fu guarito da san Guglielmo: decise quindi di diventare monaco e dipinse il quadro. La tavola in realtà, datata tra il XII e il XIII secolo, realizzata da un maestro campano e fu la prima a essere venerata al santuario: nel corso degli anni subì diversi rifacimenti, come ad esempio la sostituzione dell'asse di destra, e danni, come i segni di bruciature dovuti ai fumi delle candele. Venne restaurata nel 1960 e nel 2015.
Il tema della tavola è quella della Madonna che allatta il Bambino: si tratta di una tempera su tre tavole in legno di castagno dallo spessore di 3,5 centimetri; l'altezza è di 231 centimetri mentre la larghezza è di 99. Particolarità dell'opera è il clipeo che sporge rispetto all'asse centrale di 30° ed è sostenuto tramite cinque chiodi fucinati a testa piatta: il clipeo ha un diametro di 53,2 centimetri e uno spessore che varia tra i 4,8 e 5,5 centimetri. Si riscontrano quattro orbicoli vuoti, in origine probabilmente contenevano delle lettere: due sono ai lati del clipeo e hanno un diametro di 13 centimetri, mentre altri due sono in posizione orizzontale sul lato sinistro, con diametro di 10 centimetri. La Vergine si presenta con una cuffia, nella quale sono raccolti i capelli, e sulla testa è posta una corona dorata; la bocca è piccola e gli occhi hanno sguardo fisso. Indossa una veste rossa e un mantello azzurro con decorazioni in oro e l'aggiunta di perle e coralli; collo porta un diadema. Il bambino Gesù, tra le braccia della madre mentre viene allattato, ha nimbo crocesignato. In basso, sul lato desto, è presente una corona dorata, mentre a sinistra un monaco in abito bianco, secondo la tradizione san Guglielmo, committente dell'opera.